# Diffamation en droit français
Pour les autres articles nationaux ou selon les autres juridictions, voir Diffamation.
En France, la diffamation est une infraction pénale définie comme l'« allégation ou [l']imputation d'un fait qui porte atteinte à l'honneur ou à la considération de la personne ou du corps auquel le fait est imputé ». En l'absence de faits imputés, toute expression outrageante, termes de mépris ou invective est une injure (art. 29 de la loi du 29 juillet 1881 sur la liberté de la presse).
En France, la diffamation peut être publique ou non publique, ce qui conditionne les articles de lois qui la régissent. Elle peut être dirigée contre des personnes physiques ou des groupes de personnes, envers une personne publique ou une institution publique ou même envers la mémoire d'un mort (art. 34 de la loi du 29 juillet 1881 sur la liberté de la presse).
La diffamation peut aussi être aggravée ou simple. La diffamation non publique en raison de la vie privée est la moins pénalement sanctionnée. La sanction la plus grave est celle pour diffamation publique envers une personne ou une institution publique, ou pour diffamation envers un individu ou un groupe pour motif discriminatoire. Il s'agit alors de diffamation « envers une personne ou un groupe de personnes à raison de leur origine ou de leur appartenance ou de leur non-appartenance à une ethnie, une nation, une race ou une religion déterminée […] envers une personne ou un groupe de personnes à raison de leur sexe, de leur orientation sexuelle ou de leur handicap »,.
Le droit de réponse est aussi une possibilité offerte au plaignant, qui s'avère dans certains cas plus adapté.
L'exception de vérité et la bonne foi en droit de la presse sont parmi les moyens de défense au fond, pour le directeur de la publication et le journaliste visés.
« Si les imputations diffamatoires sont réputées faites dans l’intention de nuire, le prévenu peut cependant justifier de sa bonne foi et doit, à cette fin, établir qu’il poursuivait, en diffusant les propos incriminés, un but légitime exclusif de toute animosité personnelle, qu’il a conservé dans l’expression une suffisante prudence et qu’il avait en sa possession des éléments lui permettant de s’exprimer comme il l’a fait », est-il par exemple indiqué dans un jugement de la 17e chambre du Tribunal de grande instance de Paris, ou Chambre de la presse, datant du 17 mars 2006, dans une affaire opposant la mairie de Puteaux à Christophe G., directeur de la publication du site monputeaux.com.
Dans le cas où la diffamation est publique, la prescription est de trois mois. Ce délai est porté à un an dans le cas où la diffamation a été proférée en raison d'une discrimination spécialement interdite.
La prescription de l'action publique est de trois mois en cas de diffamation non publique, l'article 65 de la loi du 29 juillet 1881 sur la liberté de la presse s'appliquant conformément aux dispositions de l'article R621-1.

## Contenu du délit et différence avec l'injure et la calomnie
L'invective ou l'expression outrageante qui ne renferme l'imputation d'aucun fait est une injure. Ainsi, les termes « traître à la patrie », « repris de justice », « imposteurs », « mafiosos » ont été jugés diffamatoires. En revanche, les termes « couard », « homme vil », « lopette », « larbin » ont été jugés comme constituant des injures en l'absence d'imputation de faits précis. Bien que la distinction soit parfois très fine, la jurisprudence retient un critère qui permet de la trancher. Lorsque l’allégation porte sur les faits précis pouvant faire l'objet d'un débat contradictoire, il s'agit de la diffamation. En revanche, les faits imputés que l'on ne peut pas vérifier constitueront l'injure.

### La spécificité de la diffamation: l'imputation d'un fait précis
L'imputation ou allégation d'un fait, selon la formule de la Cour de cassation, « précis ou déterminé ». Cette définition, consacrée très tôt en 1895, réduit a priori celle de la loi, « toute allégation ou imputation ». Malgré cette exigence de précision, il n'importe pas que le fait imputé constitue en lui-même une infraction pénale—seulement qu'il soit de nature à porter atteinte à l'honneur ou à la considération de la personne concernée. Ainsi furent considérés diffamatoires les propos reprochant le manquement de courage d'un militaire dans certaines circonstances, l'opportunisme d'un personnage public ou encore le comportement indigne des parents.

### L’exactitude du fait
Bien que le simple fait de la part d'un journaliste d'avoir écrit une contrevérité ait été retenu comme diffamatoire, la loi de 1881 ne retient aucun critère à cet égard. Il n'est pas nécessaire que le propos soit calomnieux (donc faux) pour tomber sous le coup de la loi mais il faut que le reproche ait été exprimé sciemment. Une présentation des faits trompeuse constitue aussi bien une diffamation qu'un pur mensonge. Par exemple, « telle année M. X a eu une affaire de vol de voiture » alors que la réalité des faits est qu'on avait volé à cette époque la voiture de M. X.
La reproduction ou la citation de propos diffamatoires constitue une nouvelle diffamation susceptible de poursuites.
Un procès en diffamation opposa ainsi Jean-François Kahn à un certain B., directeur d'un grand quotidien, le premier ayant écrit dans son hebdomadaire : « Si les cons volaient, B. serait pilote de Boeing. » Dans son jugement, la Cour rappelle l'étymologie du mot con et le replace dans le contexte d'une société misogyne, puis estime que « la phrase suggère que M. B. serait un con de qualité ; la volonté de nuire est ici évidente. » Le défendeur fut condamné au franc symbolique de dommages-intérêts.[réf. nécessaire]
Dans l'affaire « Placid » (Vos papiers ! Que faire face à la police, livre sur les contrôles d'identité), la Cour de cassation rappelle la différence entre l'exception de bonne foi et l'exception de preuve.

### Types de diffamations
La diffamation non publique simple est la moins sévèrement sanctionnée. Elle est prévue par l'article R621-1 du code pénal et sanctionnée par une amende de première classe. Dans l'ancien code pénal, elle était assimilée à une injure non publique et difficile à prouver (car par nature il n'y a pas de public ou de témoin).

#### Diffamation publique ou non publique
La diffamation constitue un délit ou une contravention suivant qu'elle est exprimée publiquement ou en privé. Des propos diffamatoires tenus devant un groupe de personnes partageant une même communauté d'intérêts sont considérés comme privés (par exemple, lors d'un comité d'entreprise, assemblée de copropriétaires).
Il n'existe pas de diffamation non publique lors d'une conversation privée, orale ou par courrier, au sujet d'un tiers, car la conversation est censée être secrète. En revanche, si le destinataire d'une correspondance fait l'objet de la diffamation, alors il peut saisir le Tribunal de police sous trois mois.

#### Diffamation discriminatoire
De 1939 à 1940 puis de 1958 jusqu'en 1972, la diffamation « envers un groupe de personnes (...) qui appartiennent, par leur origine, à une race ou à une religion déterminée » « lorsqu'elle aura eu pour but d'exciter à la haine entre les citoyens ou habitants » constitue un délit pénal passible d'un emprisonnement de un mois à un an et d'une amende de 1 000 F à 1 000 000 de francs. En 1972 la circonstance aggravante est étendue à la diffamation « en raison de l[']origine ou de l[']appartenance à une ethnie, une nation, une race ou une religion déterminée » tandis que la condition d'excitation à la haine entre habitants ou citoyens disparait au titre de lutte contre le racisme. Depuis la réforme du Code pénal de 1994 et la loi de 2004 portant la création de la HALDE, elle s'est étendue à la diffamation « envers une personne ou un groupe de personnes à raison de leur sexe, de leur orientation sexuelle ou de leur handicap » ; elle est passible d'un an d'emprisonnement et d'une amende de 45 000 €, ou de l'une de ces deux peines.

### Exception lors d'une plaidoirie
Il ne peut pas y avoir de diffamation lors de plaidoiries devant un tribunal, ni lors de discussions relatives à l'adoption d'un texte devant l'Assemblée nationale ou le Sénat. L'article 41 alinéa 3 de la loi du 29 juillet 1881 sur la liberté de la presse pose :

« Ne donneront lieu à aucune action en diffamation, injure ou outrage, ni le compte rendu fidèle fait de bonne foi des débats judiciaires, ni les discours prononcés ou les écrits produits devant les tribunaux. »

Toutefois, l'admission de la demande de dommages-intérêts reste possible. L'article 41 précité poursuit : « Pourront néanmoins les juges, saisis de la cause et statuant sur le fond, prononcer la suppression des discours injurieux, outrageants ou diffamatoires, et condamner qui il appartiendra à des dommages-intérêts ». La jurisprudence a retenu qu'« ayant constaté que les écritures des consorts D… étaient conçues en des termes inutilement blessants et malveillants envers M. C…, la cour d'appel n'a fait qu'user de la faculté dont l'investit l'alinéa 4 de l'article 41 de la loi du 29 juillet 1881 pour condamner les consorts D… in solidum à payer à M. C… une certaine somme à titre de dommages-intérêts » (Cass. civ. 1 15 mars 2005 pourvoi n° 01-16805, second moyen).

### Spécificité de procédure pour la diffamation publique
La procédure de diffamation connaît des règles de procédure très particulières garantissant le respect de la liberté de la presse (prescription de trois mois), ce qui permet, en démontrant que les propos incriminés ne sont pas diffamatoires mais injurieux (ou vice-versa) d'échapper aux poursuites, aucune requalification n'étant possible en droit français.
Par ailleurs, le régime de responsabilité civile retenu en matière de diffamation ou de dénonciation calomnieuse est spécifique à cette loi, ne dépendant pas de la responsabilité du fait personnel.

## Moyens de défense
Parmi les principaux moyens de défense, l’exception de vérité et la bonne foi journalistique. On notera également un délai de prescription très court de trois mois.

### Exception de vérité
L’exceptio veritatis constitue un moyen de défense au fond. Elle n'est pas admise lorsque la diffamation alléguée concerne les faits de la vie privée afin de ne pas y porter atteinte.
Dans un arrêt rendu le 6 juin 2007, la cour d'appel de Paris rappelle les conditions inhérentes à chacune de ces possibilités d'exonération. Ainsi « la preuve de la vérité des faits diffamatoires doit être parfaite, complète et corrélative aux imputations tant dans leur matérialité que dans leur portée et dans leur signification diffamatoire ».

### Bonne foi
Quant à la bonne foi journalistique, « quatre éléments doivent être réunis pour que [son] bénéfice [...] puisse être reconnu au prévenu : la légitimité du but poursuivi, l’absence d’animosité personnelle, la prudence et la mesure dans l’expression, ainsi que la qualité de l’enquête ». Cependant, la preuve s'avère souvent difficile à produire, notamment si les faits concernent la vie privée ou un acte répréhensible non encore condamné au moment de l'allégation.
La bonne foi s'applique lorsqu'en dehors de toute animosité personnelle, une personne fait état de faits qui bien que faux ou non démontrés, ont précédemment été imputés à une personne sans que l'auteur n'ait connaissance d'éventuels démentis. Les propos doivent être mesurés et poursuivre un but légitime. L'exception de bonne foi ne suppose pas la preuve de la vérité des faits.

## Extension à la communication électronique
La loi sur la liberté de la presse du 29 juillet 1881 fut conçue pour un paysage médiatique autre que celui du XXIe siècle et elle concerne notamment la presse écrite régulière. Ainsi, le législateur adopta des nouvelles dispositions spécifiques afin d'adapter aux nouveaux médias. La loi du 29 juillet 1982 à l’article 93-3, ajouté en 1985. Celui-ci prévoit que lorsque les infractions prévues par le chapitre IV de la loi du 29 juillet 1881 sont commises « par un moyen de communication au public par voie électronique », sont responsables comme auteurs principaux des infractions, le directeur ou le codirecteur de la publication à condition que le message à l’origine de l’infraction « ait fait l’objet d’une fixation préalable à sa communication au public ».
La loi pour la confiance dans l'économie numérique du 26 juin 2004 dans son premier article re-affirme que « la communication au public par voie électronique est libre » dans la limite de respect des libertés et droits d'autrui ainsi que la défense nationale, le pluralisme d'opinion et l'ordre public. L'article six consacre l'exception des hébergeurs qui ne sont pas contraints à contrôler a priori tout contenu qu'ils stockent. La responsabilité repose donc sur les éditeurs du contenu et « le directeur de la publication ».